# Val-Cenis
Val-Cenis è un comune francese di 2 136 abitanti situato nel dipartimento della Savoia della regione dell'Alvernia-Rodano-Alpi.
Costituito il 1º gennaio 2017, tramite la fusione dei comuni di Bramans, Lanslebourg-Mont-Cenis, Lanslevillard, Sollières-Sardières e Termignon è a ridosso delle Alpi del Moncenisio, al confine con l'Italia. A livello di superficie, Val-Cenis è il secondo comune francese della Francia metropolitana, alle spalle di Arles.

## Città gemellate
Val-Cenis è gemellata con:
- Giaglione (14 agosto 2010, già da Bramans)